# U.S. National Championships 1897
Gli U.S. National Championships 1897 (conosciuti oggi come US Open) sono stati la 17ª edizione degli U.S. National Championships e terza prova stagionale dello Slam per il 1897. I tornei maschili si sono disputati al Newport Casino di Newport, quelli femminili e il doppio misto al Philadelphia Cricket Club di Filadelfia, negli Stati Uniti.
Il singolare maschile è stato vinto dallo statunitense Robert Wrenn, che si è imposto sul britannico Wilberforce Eaves in cinque set col punteggio di 4–6, 8–6, 6–3, 2–6, 6–2. Il singolare femminile è stato vinto dalla statunitense Juliette Atkinson, che ha battuto in finale in cinque set la connazionale Elisabeth Moore. Nel doppio maschile si sono imposti Leo Ware e Gordon Sheldon. Nel doppio femminile hanno trionfato Juliette Atkinson e Kathleen Atkinson. Nel doppio misto la vittoria è andata a Laura Henson, in coppia con D. L. Magruder.

## Seniors

### Singolare maschile
Robert Wrenn ha battuto in finale  Wilberforce Eaves con il punteggio di 4–6, 8–6, 6–3, 2–6, 6–2.

### Singolare femminile
Juliette Atkinson ha battuto in finale  Elisabeth Moore con il punteggio di 6–3, 6–3, 4–6, 3–6, 6–3.

### Doppio maschile
Leo Ware /  Gordon Sheldon hanno battuto in finale  Harold Mahony /   Harold Nisbet con il punteggio di 11–13, 6–2, 9–7, 1–6, 6–1.

### Doppio femminile
Juliette Atkinson /  Kathleen Atkinson hanno battuto in finale  F. Edwards /  Elizabeth Rastall con il punteggio di 6–2, 6–1, 6–1.

### Doppio misto
Laura Henson /  D. L. Magruder hanno battuto in finale  Maud Banks /  R. A. Griffin con il punteggio di 6–4, 6–3, 7–5.